# Megavedra
Megavedra är det andra studioalbumet av den galiciska gruppen Cuchillo de Fuego, utgivet den 1 oktober 2017 på skivbolag Humo. Albumet spelades in i maj 2017 i studion La Cortina Roja, i A Coruña.
Innan albumets utgivning, släppte bandet ett videoklipp av låten "Nocturno". Videon regisserades av regissören Isaac Godfrey i Kampala och innehåller också fotografier av Pontevedra.

## Låtlista
| Nr | Titel                   | Längd |
| -- | ----------------------- | ----- |
| 1. | Erasmus Infinito        | 1:24  |
| 2. | Hombre Blanco           | 2:18  |
| 3. | Hombro Digital          | 3:03  |
| 4. | La Pasta                | 3:26  |
| 5. | Nocturno                | 4:30  |
| 6. | Fiestas de la Peregrina | 2:57  |
| 7. | Choque Secreto          | 3:20  |
| 8. | Yo no soy Tito          | 3:50  |
| 9. | Nave Espacial Blanca    | 5:42  |